# 塔霍河畔贝尔蒙特
塔霍河畔贝尔蒙特，是西班牙马德里自治区的一个市镇。总面积23.7平方公里，总人口1591人（2013年），人口密度67人/平方公里。